# Bobby Shmurda

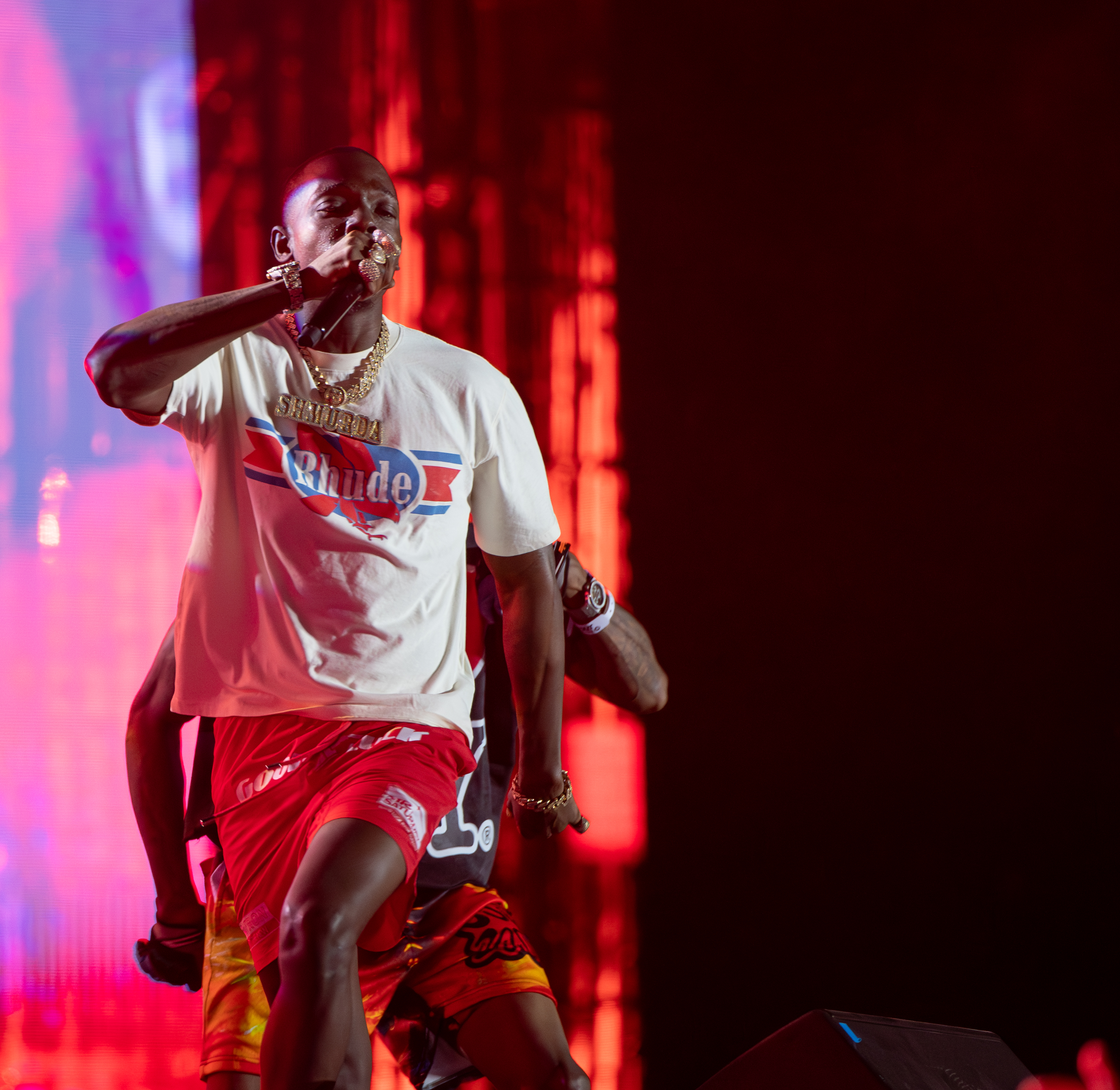
Shmurda, 2024

Ackquille Jean Pollard (sinh ngày 4 tháng 8 năm 1994) được biết đến bởi nghệ danh Bobby Shmurda, là một rapper người Mỹ.

## Tuổi trẻ
Shmurda sinh tại Florida và có một anh trai. Gia đình có mẹ người Saint Vincent và Grenadines và bố người Jamaica.

## Sự nghiệp
Shmurda bắt đầu ráp từ năm 10 tuổi. Bài hát đầu tiên anh phối lại là "Knuck If You Buck" của Crime Mobb vào năm 2004.

## Danh sách đĩa nhạc

### Đĩa mở rộng
| Tên               | Chi tiết                                                                                  | Vị trí xếp hạng cao nhất | Vị trí xếp hạng cao nhất | Vị trí xếp hạng cao nhất | Vị trí xếp hạng cao nhất |
| Tên               | Chi tiết                                                                                  | US                       | US R&B                   | US Rap                   |                          |
| ----------------- | ----------------------------------------------------------------------------------------- | ------------------------ | ------------------------ | ------------------------ | ------------------------ |
| Shmurda She Wrote | - Phát hành: ngày 10 tháng 11 năm 2014 (US) - Hãng đĩa: Epic - Định dạng: tải kỹ thuật số | 79                       | 7                        | 5                        |                          |